# Partner Relationship Management
Partner Relationship Management (PRM) – jest to zarządzanie relacjami z partnerami (firmami stowarzyszonymi) poprzez zapewnienie optymalnej struktury kanału sprzedaży.